# 谢氏南征记
《谢氏南征记》是朝鲜长篇国语小说家金万重（1637-1692年）所作的一部小说。作品以中国明朝为舞台（许多朝鲜文学作品以中国为背景进行创作。这种做法不仅可以回避直接写本国可能引起的麻烦，也为作者提供了更为广泛的创作想象空间:299。），描写了一个中国官宦家庭的妻妾争斗，但实际上针对的是朝鲜肃宗被张禧嫔迷惑，将正宫仁显王后闵氏废黜之事。金万重作为反对废闵立张主张正统儒学思想的西人黨人物，被罢官流配到南海孤岛。《谢氏南征记》就是作者在南海孤岛时所作，小说以“劝善惩恶”为基本主题。《谢氏南征记》的出现标志着现代意义上的长篇小说在朝鲜文学史上的出现:842-859:285-290。
《谢氏南征记》最初由金万重用韩语（当时称“谚文”，朝鲜世宗大王25年即公元1443年时创制并推行）写成，后由他的姪孙金春泽（1670-1717年）翻译成汉文。在翻译的过程中，金春泽作了大量的加工。汉文版的《谢氏南征记》在文辞，内容和人物言行细节描写方面比原著丰富的多。原著原本只是粗分为六章，每章标以很简单的标题，“成婚”、“妖妾”、“奸邪之门客”、“家祸”、“南征”、“家运之恢复”。而金春泽在翻译的时候，模仿中国章回小说的做法，将小说细分为十二章，并分别标出每章基本内容。依据韦旭昇点校本，其回目为：“一、淑女赞白衣像， 良媒结赤绳缘”、“二、诗咏关雎樛木，琴奏霓裳羽衣”、“三、妾欺丈夫谗正室，多谋门客窃爱妾”、“四、谢孝女言告言归，乔淫妇为鬼为蜮”、“五、宽耳君子信馋言，奸婢妖人戕爱子”、“六、结发糟糠拜下堂，隔阳舅姑感梦中”、“七、怀沙亭写柱记死，黄陵庙拜谒二妃”、“八、夫人依止空门，群小构成诗案”、“九、大船调琵琶，甘露洗瘴疠”、“十、使君载妖女，归客逢故人”、“十一、奸人恶稔身毙、天道否极泰来”、“十二、谢氏得麟儿，乔女受诛戮”。汉文版的《谢氏南征记》辞藻华美，文采斑斓，人物形象更加丰满，实际上是金万重和金春泽两人合作的产物。:161-162:842-859:285-290

## 故事梗概
明嘉靖年间，北京顺天府宰相刘熙的儿子刘延寿与妻子谢贞玉结婚十年无子。在妻子谢贞玉的劝告下，刘延寿又娶了位二房乔彩鸾。乔彩鸾起初怀的是女胎，后请来巫婆施法变女胎为男胎，为刘延寿生了个儿子，取名“掌珠”。不久，谢贞玉也怀孕。乔彩鸾和心腹女婢企图投堕胎药让谢贞玉流产，但未得逞。谢贞玉结果也为刘延寿生了个儿子，取名“麟儿”。“麟儿”聪敏俊秀，刘延寿对他的疼爱胜过“掌珠”。乔彩鸾使用各种手段离间刘延寿和正房谢贞玉的夫妻关系，并与刘延寿的书士董清私通。在乔彩鸾的蒙骗下，刘延寿开始怀疑谢贞玉，并最终在乔彩鸾的唆使下将她逐出家门。谢贞玉在刘家祖宗魂灵的启示下，九死一生，逃往湖南长沙，最后在一所尼姑庵中凄凉度日。之后，刘延寿因乔彩鸾和董清二人的陷害，被皇上流配，几乎死于瘴疠之地。后来，董清的靠山丞相严崇（严嵩)势衰，董清因贪污渎职、残害百姓等罪名被处死。刘延寿被恢复了官职。刘延寿将乔彩鸾抓获后处死。正房谢贞玉的沉冤得以昭雪，与刘延寿破镜重圆。:846-850:123:162

## 版本
金万重的谚文稿本已不存世。现存韩国的《谢氏南征记》版本有74种之多。其中，按照语言分，谚文本有35种（包括后来根据流传的汉译本再转译成朝鲜文的），汉文本 有39种（包括金春泽译本之外的其他转译的汉文本）。现存最早的两种汉译本的抄写年代为1709年（其中一种收藏于延世大学图书馆），最早的谚文本年代为1773年（收藏于韩国精神文化研究院和高丽大学）。
按照版式分，有木刻本3种，活字本8本，抄本有63种之多。